# Ксеногормезис
Ксеногормезис (англ. xenohormesis) — це біологічна концепція, яка передбачає, що організми можуть отримувати користь від низьких доз стресових факторів, таких як токсини, радіація та інші агенти, які, на перший погляд, можуть бути шкідливими. Цей термін об'єднує два основних аспекти: «Ксено» (англ. xeno) означає «чужий» або «іноземний». Такі стресори або фактори можуть бути зовнішніми і походити з навколишнього середовища.
«Гормезис» (англ. hormesis) — це біологічний принцип, який передбачає, що низькі дози шкідливих факторів можуть стимулювати адаптивні відповіді організму, зміцнюючи його здатність боротися з більш серйозними стресорами. Це явище можна спостерігати в різних аспектах життя, включаючи здоров'я та тривалість життя.
Дослідження показують, що невеликі дози токсинів, антиоксидантів або інших стресорів можуть активувати захисні механізми організму, зміцнюючи його здатність боротися з більш серйозними загрозами. Прикладами ксеногормезису можуть бути: Малі дози радіації, які можуть стимулювати адаптивні реакції організму, знижуючи ризик розвитку раку.
Розумне споживання антиоксидантів, які можуть зміцнити імунну систему.
Мірковане вживання алкоголю, що може мати позитивний вплив на здоров'я серця.
Ідея ксеногормезису досліджується в різних галузях науки, таких як медицина, біологія старіння та екологія. Вона представляє інтерес, оскільки може мати практичні застосування в охороні здоров'я та стратегіях подовження життя